# Malua Bay
Malua Bay is een plaats in de Australische deelstaat New South Wales.